# Sciota
Sciota és una vila dels Estats Units a l'estat d'Illinois. Segons el cens del 2008 tenia 52 habitants.

## Demografia
Segons el cens del 2000, Sciota tenia 58 habitants, 27 habitatges, i 19 famílies. La densitat de població era de 70 habitants/km².
Dels 27 habitatges en un 25,9% hi vivien nens de menys de 18 anys, en un 51,9% hi vivien parelles casades, en un 11,1% dones solteres, i en un 29,6% no eren unitats familiars. En el 29,6% dels habitatges hi vivien persones soles el 22,2% de les quals corresponia a persones de 65 anys o més que vivien soles. El nombre mitjà de persones vivint en cada habitatge era de 2,15 i el nombre mitjà de persones que vivien en cada família era de 2,63.
Per edats la població es repartia de la següent manera: un 22,4% tenia menys de 18 anys, un 8,6% entre 18 i 24, un 29,3% entre 25 i 44, un 15,5% de 45 a 60 i un 24,1% 65 anys o més.
L'edat mediana era de 40 anys. Per cada 100 dones de 18 o més anys hi havia 73,1 homes.
La renda mediana per habitatge era de 28.750 $ i la renda mediana per família de 36.667 $. Els homes tenien una renda mediana de 41.250 $ mentre que les dones 16.250 $. La renda per capita de la població era de 15.280 $. Cap de les famílies i el 4,4% de la població estaven per davall del llindar de pobresa.

## Poblacions properes
El següent diagrama mostra les poblacions més properes.